# Tony Iommi
Anthony Frank Iommi Jr. (Birmingham, 19 de fevereiro de 1948), mais conhecido como Tony Iommi, é um músico britânico. Ele é conhecido mundialmente por ser guitarrista e membro fundador da banda britânica de metal Black Sabbath e do projeto Heaven & Hell com o vocalista Dio. Foi considerado o 25º melhor guitarrista de todos os tempos pela revista norte-americana Rolling Stone. É amplamente considerado o principal contribuidor na criação do Heavy Metal. A Rolling Stone descreveu Iommi como o "Rei do Riffs", com as faixas de Iron Man, Paranoid e War Pigs.

## Biografia
Tony Iommi é conhecido principalmente por seus riffs vigorosos e pesados e por basear a maioria dos seus solos em Pentatônica menor. Começou a se interessar por música na adolescência, quando tomou algumas aulas de piano, mas logo perdeu o interesse pelo instrumento e decidiu aprender guitarra. Segundo ele, o grupo que mais o inspirou foi a banda de Hank Marvin The Shadows.
Por causa de um acidente de trabalho a trajetória musical de Iommi ameaçou a terminar logo na juventude. O fato ocorreu na fábrica onde trabalhara quando ele foi chamado para operar uma prensa mecânica no lugar de um colega que havia faltado. Num momento de distração acabou colocando a mão direita na máquina que puxou de volta num reflexo de retração, decepando a falange distal dos dedos do meio e anelar. Sendo canhoto, a mão acidentada era a que ele usava para articular as notas no braço da guitarra e devido a gravidade do acidente, fora desencorajado a voltar a tocar o instrumento, pelos vários médicos que tinha consultado.
A motivação para continuar tocando foi reencontrada ao receber de presente do dono da empresa onde sofreu o acidente um disco do guitarrista belga de Jazz Django Reinhardt, que tocava apenas usando os dedos indicador e médio. Empolgado com o fato, Tony Iommi começou a usar encaixes improvisados de plástico derretido nas pontas dos dedos para poder tocar, que foram depois substituídos por próteses.
Desde a formação do Black Sabbath em 1968 até hoje, Tony Iommi é ativo como músico, e entre outros projetos, foi o único membro que nunca deixou a banda. Além dos trabalhos no Black Sabbath, ele possui também 3 trabalhos solo em parceria com Glenn Hughes e músicos convidados. Em 1968, teve uma breve passagem pela banda Jethro Tull, substituindo o recém-saído guitarrista Mick Abrahams na lendária apresentação do Rolling Stones Rock and Roll Circus. Desde início do Black Sabbath até os dias atuais, Tony utiliza a guitarra Gibson SG.

## Discografia

Tony Iommi com o Black Sabbath em 1973, no Kooyong Stadium, Melbourne, Austrália.

### Black Sabbath
Álbuns de Estúdio
- 1970 - Black Sabbath
- 1970 - Paranoid
- 1971 - Master Of Reality
- 1972 - Black Sabbath Vol. 4
- 1973 - Sabbath Bloody Sabbath
- 1975 - Sabotage
- 1976 - Technical Ecstasy
- 1978 - Never Say Die!
- 1980 - Heaven and Hell
- 1981 - Mob Rules
- 1983 - Born Again
- 1986 - Seventh Star
- 1987 - The Eternal Idol
- 1989 - Headless Cross
- 1990 - Tyr
- 1992 - Dehumanizer
- 1994 - Cross Purposes
- 1995 - Forbidden
- 2013 - 13
- 2016 - The End (EP)

Álbuns ao Vivo
- 1980 - "Live at Last" (gravado 1973 em Manchester, Inglaterra. Lançamento polêmico)
- 1982 - Live Evil
- 1995 - Cross Purposes Live (Lançamento em áudio & vídeo)
- 1998 - Reunion
- 1999 - The Last Supper (Lançamento em vídeo)
- 2002 - Past Lives

### Heaven & Hell
- 2007 - Live at Hammersmith Odeon (Lançamento em áudio & vídeo)
- 2009 - The Devil You Know

### Who Cares
- 2012 - Ian Gillan & Tony Iommi: WhoCares

### Solo
- 2000 - Iommi
- 2003 - DEP Sessions (Lançamento remasterizado e oficializado do CD pirata 'Eight Star' de 1996)
- 2005 - Fused

## Equipamentos

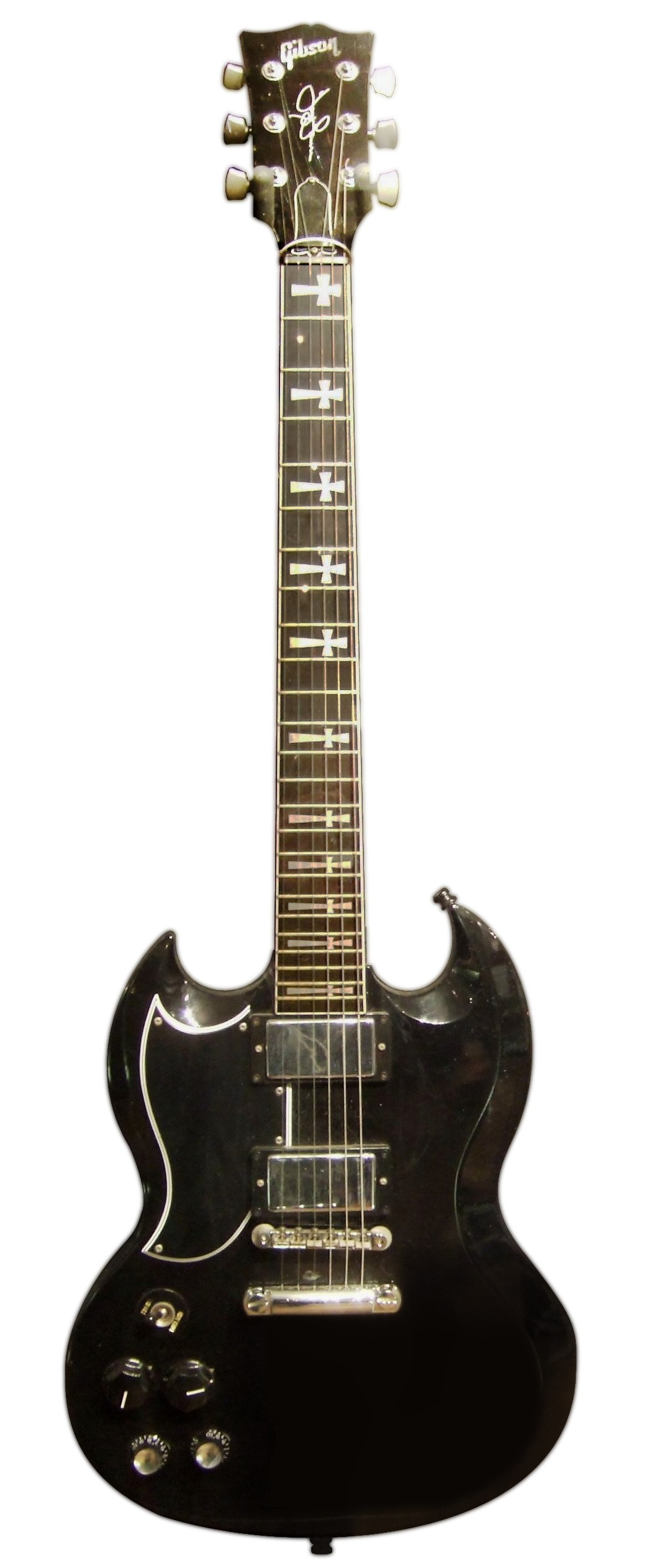
Gibson SG de Tony Iommi.

### Guitarras
- Epiphone P94 Iommi model
- Epiphone Riviera 12 string
- EPIPHONE TONY IOMMI G-400 (assina como endorser, não a utiliza em palco)
- Fender Stratocasters
- Artist Model Gibson
- Black Gibson Custom Shop S.G.
- Black Gibson S.G. Standard
- Red Gibson Custom Shop S.G.
- Red Gibson SG (Monkey)
- The Story of the Gibson Tony Iommi Signature Pick-up by Mike Clement
- Jaydee Custom S.G. (a.k.a. No. 1, The Old Boy)
- Gibson P90 S.G Red

### Efeitos
- Tychobrahe Wah Pedal
- Dallas Rangrmaster Treble Booster

### Amplificadores
- The Tony Iommi/Laney collaboration By Mike Clement
- Celestion

### Encordoamentos
- La Bella TI832 Tony Iommi Signature 8-32